# 魯且泰
魯 且泰（ノ・チャテ、朝鮮語: 노차태、1929年1月2日 - 2001年2月17日）は、大韓民国の実業家、政治家。第11代韓国国会議員。本貫は江華魯氏、号は松蓮。

## 経歴
東亜大学校法政大学法学科卒。ヨンジン建業株式会社代表理事、ヨンジンホテル代表を務めた。政界では第2代統一主体国民会議代議員、第11代国会議員、国会建設分科委員会幹事、国際議員連盟国際会議韓国代表、韓日議員連盟韓国代表、アジア太平洋議員連盟韓国代表、国会予算決算特別委員、韓国国民党政策副議長・財政副委員長・釜山市党委員長、新民主共和党釜山影島区地区党委員長、東洋石油株式会社代表理事会長、新政治国民会議釜山市支部長を歴任した。
魯は第14代総選挙直前の1992年1月21日、民自党の公認から脱落したため、無所属からの出馬を宣言したが、2月初に某機関の責任者から出馬をあきらめようと勧められるなど政治的な圧力を受けた。1992年2月14日、魯は事前選挙運動の容疑で拘束に来た影島警察署の警察官に対し、夜11時から自宅で籠城し対峙していたが、弁護士と話し合った後、約12時間後に出頭に応じて拘束された。魯は出頭直前の声明で、民自党影島区地区党委員長の金炯旿も不法な選挙運動をしているにもかかわらず、自分だけを逮捕するのは政治的な意図があると主張し、有権者の審判を受けるために獄中出馬すると宣言した。
2001年2月17日、釜山市中区のヨンジン観光ホテルの執務室で心筋梗塞により死去。享年73。